# Toxik
Toxik est un groupe américain de thrash metal, originaire de Peekskill, dans l'État de New York. Après s'être séparé une première fois en 1992 et s'être brièvement reformé en 2007, le groupe s'est à nouveau reformé en 2013. Toxik connait plusieurs changements de line-up au fil des années, laissant le guitariste Josh Christian comme seul membre constant. Le groupe compte trois albums studio : World Circus (1987), Think This (1989) et Dis Morta (2022).

## Histoire

### Première période (1985–1992)
Toxik est formé en 1985 par Joshua Christian et Lee Erwin sous le nom de Tokyo. Le groupe est contraint de changer de nom en raison de la menace d'une action en justice de la part d'un groupe qui avait déjà enregistré le nom. Josh et Lee ont joué dans de nombreux groupes qu'ils ont créés depuis 1980. La formation originale du groupe, connue sous le nom de Tokyo, le line-up se compose de Michael Sanders (chant), Josh Christian (guitare), Lee Erwin (basse) et Sal Dadabo (batterie). Cependant, la formation ne reste pas stable, et le groupe connait des changements de line-up l'année suivante. Au cours de la même année, le bassiste original du groupe, Lee Erwin, quitte Toxik pour des raisons personnelles (dépression clinique sévère) et est remplacé par Brian Bonini. Lee Paul Erwin enregistre ensuite plusieurs projets solo, dont le populaire album Mad at the World. En outre, Sal Dadabo, le batteur original du groupe, se voit offrir un contrat de tournée avec Twisted Sister, mais cela ne se concrétise pas, et quitte Toxik pour être remplacé par Tad Leger. Ces nouveaux changements allaient devenir le nouveau line-up du groupe.
En 1987, Toxik signe chez Roadrunner Records (anciennement Roadracer Productions) et sort son premier album, World Circus. La sortie de l'album est l'une des premières introductions au genre « thrash metal progressif », se classant dans le « meilleur album metal de l'année » du College Music Journal en 1987 et se voyant offrir une place de numéro neuf dans la série Metal Massacre de Metal Blade Records avec la chanson Wasteland. Après avoir tourné World Circus, le chanteur Mike Sanders quitte Toxik pour des raisons inconnues, et est remplacé par Charlie Sabin.
Après avoir reçu une attention particulière pour la sortie de leur premier album, Toxik sort son deuxième album en 1989 chez Roadrunner Records, intitulé Think This. Après la sortie de l'album, Toxik engage le guitariste John Donnelly pour jouer avec eux pendant les tournées. Le succès de Think This conduit Toxik à tourner l'album à travers les États-Unis et l'Europe avec plusieurs groupes, dont King Diamond, Sepultura, Prong, Exodus, Sacred Reich et Pantera. Après des années de tournée, Toxik se sépare en 1992.

### Première réunion (2007–2010)
À l'automne 2006, Displeased Records réédite les albums World Circus et Think This de Toxik, ainsi que les albums précédents de Gorguts, Sadus et Disincarnate. La réédition de World Circus comprend douze titres bonus et celle de Think This cinq titres bonus.
En janvier 2007, Metal Mind Productions réédite des versions en édition limitée de Toxik's World Circus et Think This. Les rééditions sont remasterisées numériquement, avec des éditions digipack des albums,. En février 2007, Toxik annonce sa reformation en tant que groupe. Le groupe est composé de Mike Sanders (chant), Josh Christian (guitare), Brian Bonini (basse) et Lou Caldarola (batterie). Tad Leger, l'un des batteurs originaux du groupe, est également guitariste dans le groupe Lucertola. En août 2007, le bassiste du groupe, Brian Bonini, quitte la nouvelle formation de Toxik, laissant Toxik avec seulement trois membres.
Toxik annonce une tournée européenne en novembre 2007. La tournée de deux semaines devait inclure des représentations au festival Keep It True et au festival Ragers Elite en Allemagne. Le groupe devait se produire au festival Keep It True le 3 novembre 2007, mais le groupe annule la tournée pour des raisons révélées par l'organisateur de l'événement : « La raison est que leur management polonais a réservé une tournée de trois semaines autour du festival avec huit jours de repos d'affilée, ce qui n'était pas financièrement faisable pour le groupe. De plus, le bassiste Brian Bonini quitte le groupe il y a quelques semaines et ils [Toxik] n'ont pas trouvé de remplaçant jusqu'à présent ». En décembre 2007, Displeased Records sort le premier album live de Toxik, intitulé Dynamo Open Air 1988, qui comprend deux performances live de 1988 et un ensemble limité de CD et DVD.
En juillet 2010, Toxik sort Think Again en DVD. Il contient un concert de 1989, une interview de Tad Leger, Josh Christian et Mike Sanders datant de 2010, ainsi qu'une galerie de photos et d'affiches.

### Deuxième réunion et nouvelles sorties (depuis 2013)
Le 8 janvier 2014, il révèle sur la page Facebook de Bittner que le nom du troisième album de Toxik est In Humanity. Une sortie au printemps 2014 était prévue, mais la date de sortie de l'album est repoussée à 2016, avant d'être repoussée à 2017. Il n'y a pas de nouvelles d'un nouvel album jusqu'en novembre 2020, lorsque le guitariste Josh Christian annonce sur Facebook qu'il travaillait sur de nouveaux morceaux pour la suite de Think This. En février 2022, Christian confirme dans une interview avec le site italien Metal Skunk que Dis Morta est le titre officiel de leur troisième album,. 
Le 10 juillet 2017, Toxik annonce la sortie de l'EP Breaking Class le 4 août, et présente en avant-première sa première chanson en 28 ans, Stand Up, le même jour. Le 27 avril 2018, Toxik sort son tout nouveau coffret III Works, comprenant les sessions d'enregistrement de In Humanity, l'EP Breaking Class avec trois titres supplémentaires issus des sessions de cet EP et le nouveau disque Kinetic Closure avec le vocaliste Ron Iglesias. Toujours avec Iglesias au chant, Toxik ajoute un second guitariste, Eric van Druten, en 2019. leur nouvel album Dis Morta sort le 5 août 2022 chez Massacre Records, et deux mois avant sa sortie, Toxik fait une tournée européenne en assurant la première partie de Heathen lors de leur tournée Empire of the Blind.

## Discographie

### Albums studio
- 1987 : World Circus
- 1989 : Think This
- 2022 : Dis morta

### Albums live
- 2008 : Dynamo Open Air 88

### Compilations
- 2018 : III Works

### EP
- 2017 : Breaking Clas$

### Singles promotionnels
- 1989 : There Stood the Fence

### Démos
- 1986 : Wasteland
- 2014 : In Humanity